# Kloster Heidenfeld

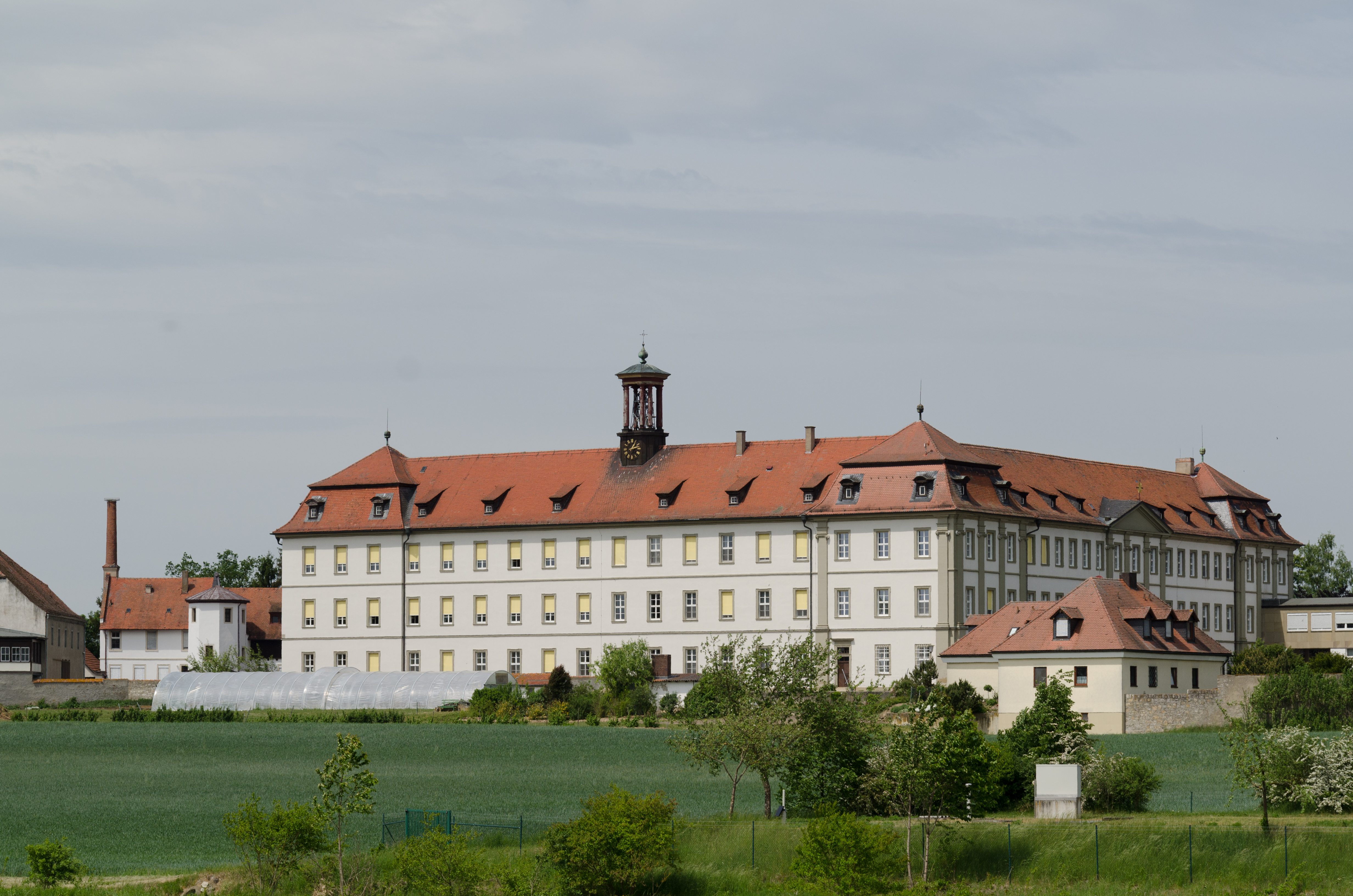
Der Konventsbau des Stiftes

Kloster Heidenfeld, auch Kloster Maria Hilf genannt, ist ein Kloster der Kongregation der Schwestern des Erlösers in Heidenfeld bei Schweinfurt in Unterfranken (Bayern).

## Geschichte

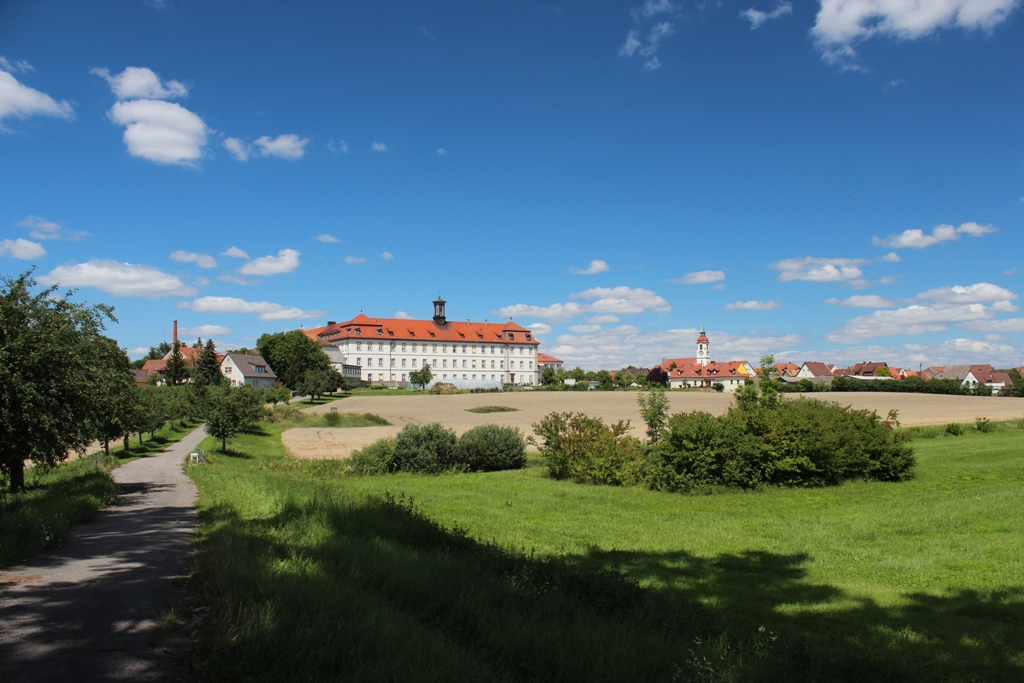
Heidenfeld mit Kloster

1069 stiftete Gräfin Alberada, die Tochter von Otto von Schweinfurt, gemeinsam mit ihrem Mann Graf Hermann II. von Kastl eines ihrer Heiratsgüter zur Errichtung eines Klosters. Bischof Adalbero von Würzburg, dem die Stiftung übergeben wurde, gab diese 1071 an die Augustiner-Chorherren weiter, die in der Folge vor allem seelsorgerisch tätig waren und über 20 Pfarreien betreuten.

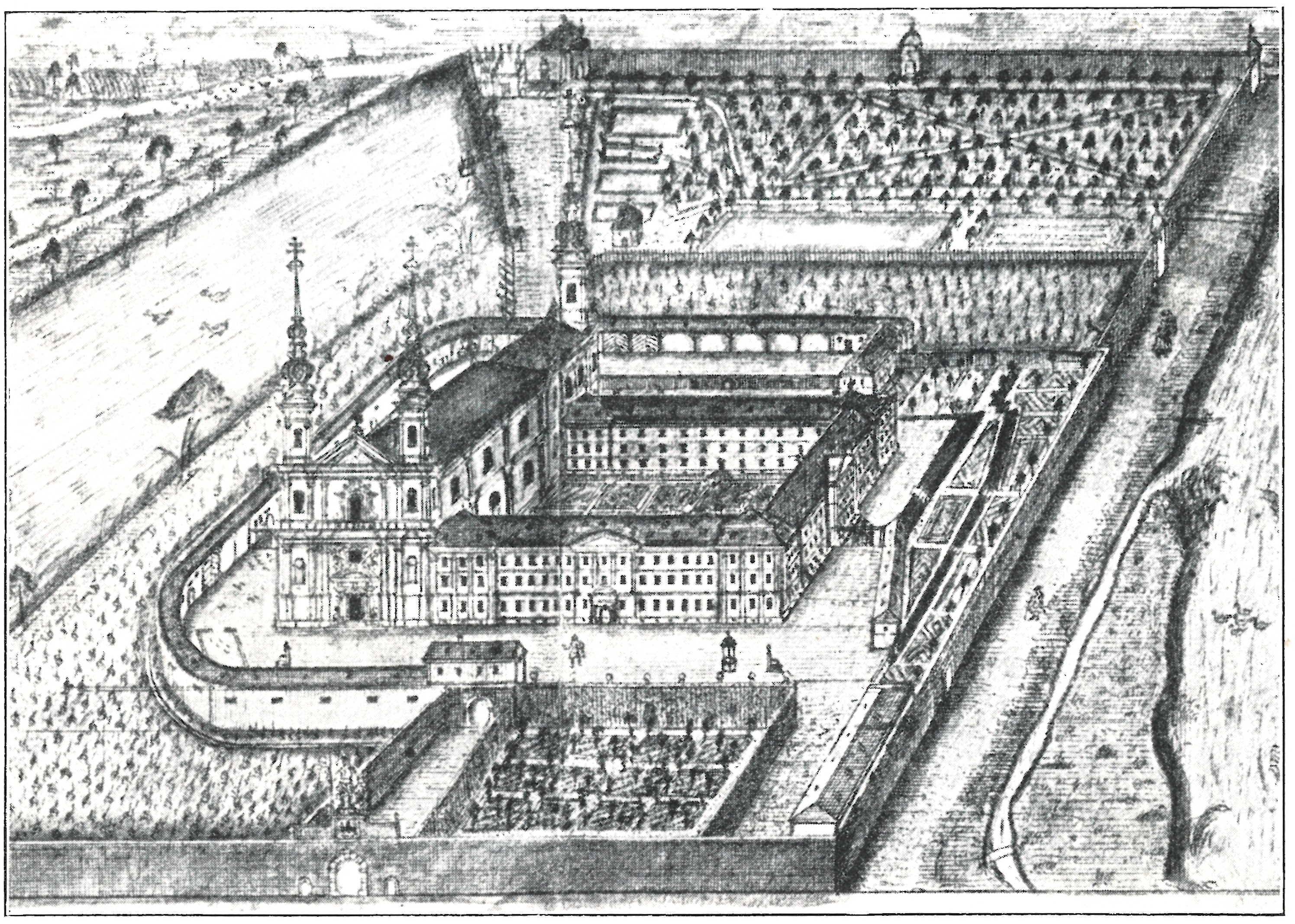
Kloster Heidenfeld um 1730,
die Kirche wurde nicht ausgeführt

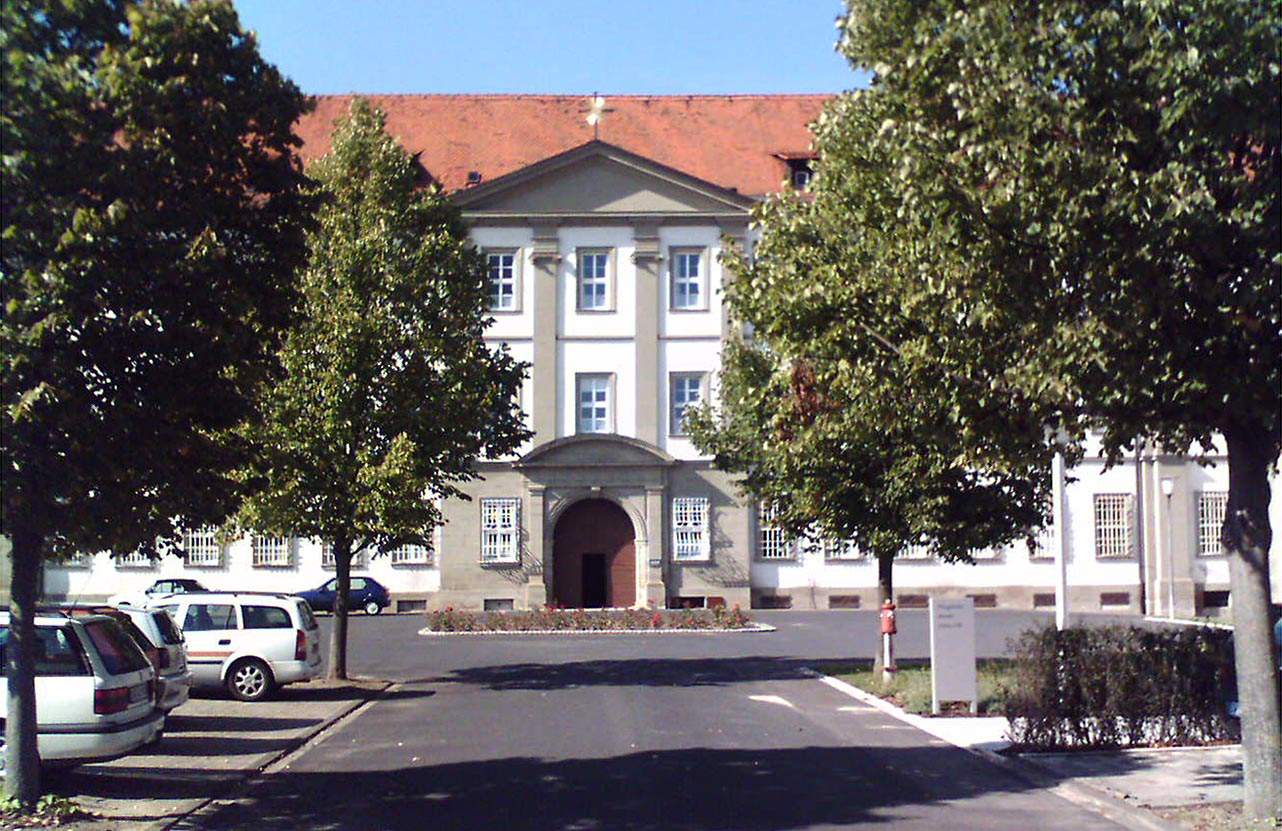
Portal des Klosters

In den Bauernkriegen 1525 und während des Markgräflerkrieges 1553/54 wurde das Kloster zweimal völlig zerstört, von den Augustiner-Chorherren aber wieder errichtet. In der Stiftskirche wurde 1632 der als Märtyrer seliggesprochene Priester Liborius Wagner beigesetzt. Unter Propst Andreas IV. Deichmann (1644–1673) blühte das Stift auch nach den Wirren des Dreißigjährigen Kriegs wieder auf. Balthasar Neumann lieferte die Pläne für einen barocken Neubau des Konventsgebäudes zwischen 1723 und 1733. Ab 1783 wurde die Stiftskirche durch den Mainzer Hofmaler Joseph Ignaz Appiani und den Würzburger Hofstuckateur Materno Bossi neu gestaltet. Bemerkenswert sind das über die drei Stockwerke reichende Treppenhaus und der reich stuckierte Hauptsaal im zweiten Obergeschoss.
Die Aufhebung des Klosters im Zuge der Säkularisation erfolgte 1803. Die Anlage wurde 1805 an den Grafen Türkheim verkauft, der die Kirche abreißen ließ. Die Kirchen- und Klostereinrichtung wurde verkauft; einzelne Gegenstände sind noch in Kirchen der Umgebung erhalten. Von 1807 bis 1901 waren die Freiherren von Bodeck-Ellgau Besitzer der noch übrig gebliebenen Klostergebäude. 1901 erwarb auf Vermittlung des späteren Kardinals Michael von Faulhaber die Kongregation der Schwestern des Erlösers, eine 1866 gegründete Frauenkongregation päpstlichen Rechts, die erhaltenen Gebäude. 1935 wurden die durch den Kirchenabbruch entstandene Baulücke geschlossen und ein neuer Südflügel mit einer Kapelle und einem Barockaltar errichtet. Das Kloster diente zunächst als Erholungsheim, dann als Alten- und Pflegeheim für Angehörige der Kongregation. Dazu wurden in den Jahren 1975 und 2003 zusätzliche Gebäude als Pflegeheim errichtet.
Der Orden der Erlöserschwestern teilte mit, dass das Kloster, das seit 120 Jahren im Besitz des Ordens war, aufgrund Nachwuchsmangels zum Herbst 2021 aufgelöst werden soll. Was danach mit der Immobilie geschehen soll, ist nicht bekannt.

## Pröpste
Die Liste orientiert sich am Aufsatz von Benvenut Stengele Das ehemalige Augustiner-Chorherrenstift Klosterheidenfeld am Main von 1896. Ergänzungen aus anderen Arbeiten sind kursiv bezeichnet. Aus der Frühzeit der Propstei sind nur wenige Vorsteher überliefert. Erst ab dem Jahr 1266 sind die Pröpste durchgängig fassbar. Anders als in vielen Benediktinerklöstern der Umgebung rekrutierten sich die Pröpste nicht aus den Adelsgeschlechtern der Region, sondern gingen auch aus bürgerlichen Familien hervor.

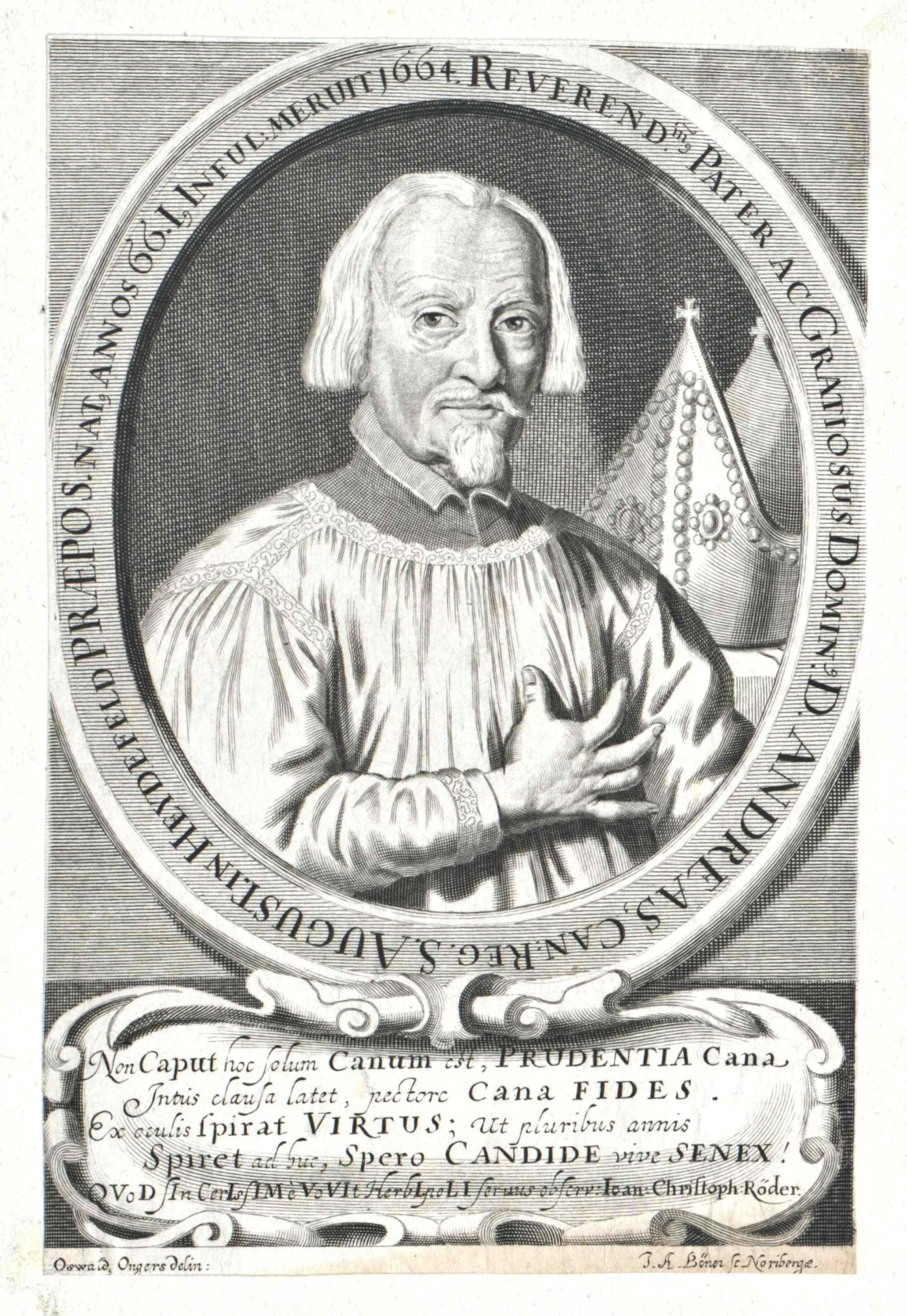
Propst Andreas Deichmann

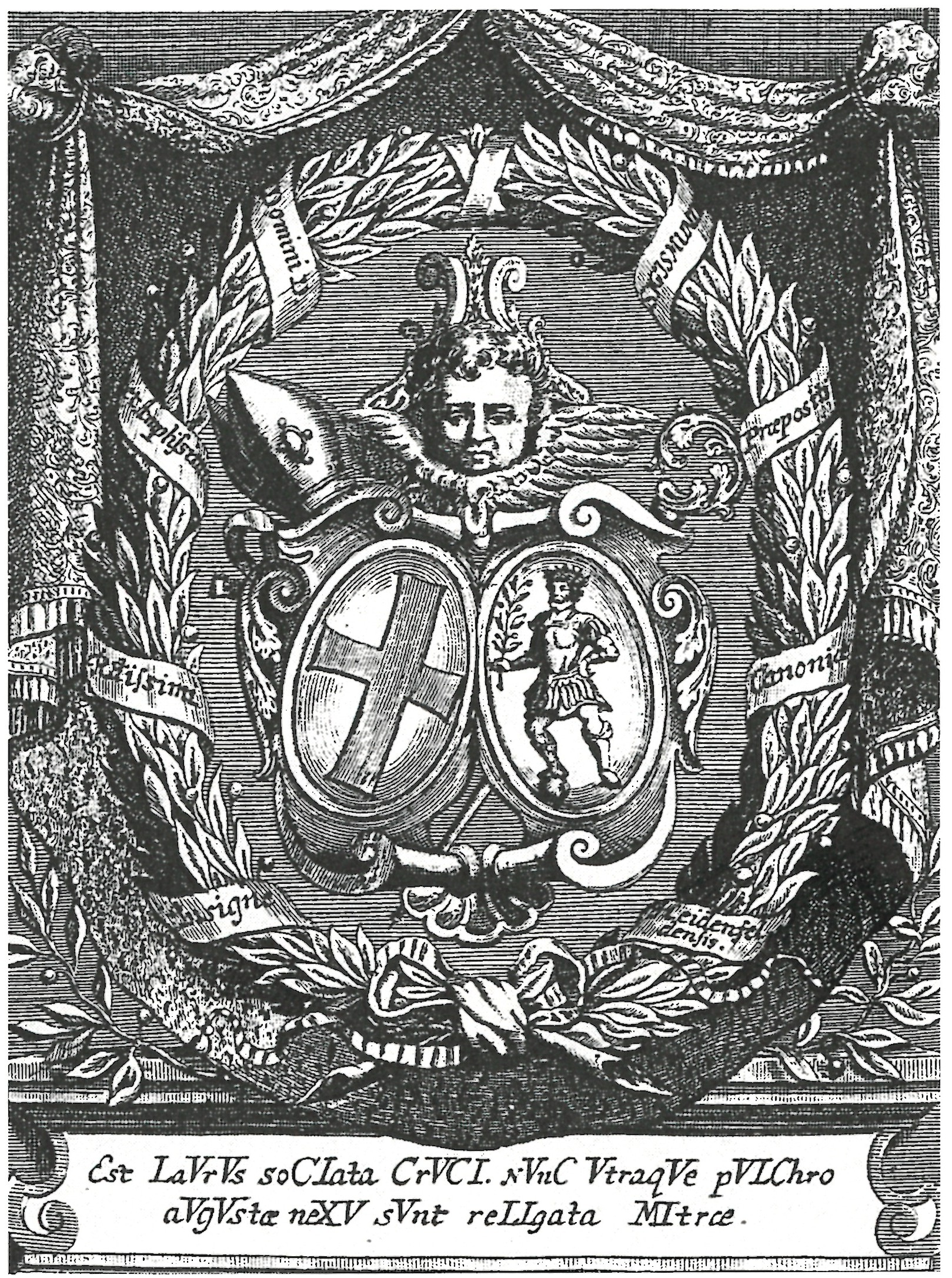
Das Wappen des Propstes Sigismund Derleth

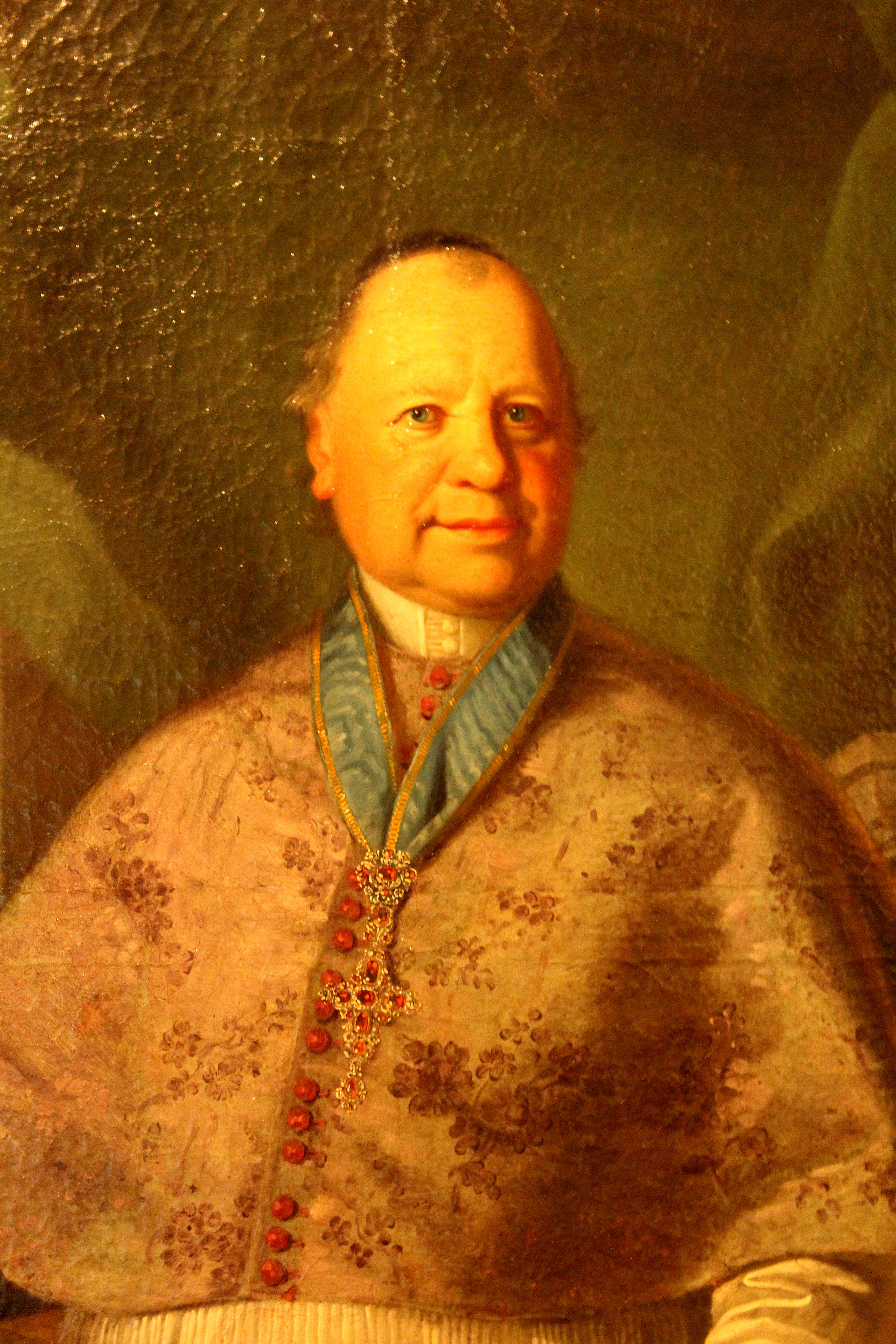
Propst Moritz Schmid, Gemälde von Conrad Geiger

| Otto I.                    | 1071–1101 | 1071 aus Bayern, erster Propst                                                                   |
| zweiter Propst unbekannt   |           |                                                                                                  |
| Otto II.                   | ab 1140   | dritter Propst                                                                                   |
| mehrere unbekannte Pröpste |           |                                                                                                  |
| Engelhard                  | 1266–1276 | † 29. Januar 1276                                                                                |
| Friedrich I.               | 1276–1288 | † 4. März 1288                                                                                   |
| Konrad I.                  | 1288      |                                                                                                  |
| Dietrich                   | 1288–1299 | † 19. Februar 1299                                                                               |
| Wolfnandus                 | 1299–1310 | † 4. März 1310                                                                                   |
| Theodorich                 | 1310–1321 | † 1. Juni 1321                                                                                   |
| Adelbert                   | 1321–1335 | † 8. Juni 1335                                                                                   |
| Lambert                    | 1335–1344 | † 11. Juni 1344                                                                                  |
| Johannes I. Truchseß       | 1344–1359 | vielleicht aus der Familie Truchseß, † 26. August 1359                                           |
| Walderner                  | 1359–1361 | † 2. September 1361                                                                              |
| Friedrich II.              | 1361      |                                                                                                  |
| Arnold Truchseß            | 1361–1385 | vielleicht aus der Familie Truchseß, † 23. September 1385                                        |
| Johannes II. Joth          | 1385–1389 | * in Wipfeld, † 24. September 1389                                                               |
| Ulrich                     | 1389–1392 | † 30. Oktober 1392                                                                               |
| Friedrich III.             | 1392–1404 | † 14. Dezember 1404                                                                              |
| Konrad II. Höhn            | 1404–1424 | † 6. November 1424                                                                               |
| Wigandus Mack              | 1424–1426 | Bruder von Propst Johannes III. Mack, † 6. März 1426                                             |
| Johannes III. Mack         | 1426–1462 | Bruder von Propst Wigandus Mack, † 24. September 1462                                            |
| Heinrich von Rimpach       | 1462–1470 | † 4. August 1470                                                                                 |
| Konrad III. Brunn          | 1470–1471 | † 21. Mai 1471                                                                                   |
| Thomas I. Körner           | 1471–1481 | Resignation 22. Dezember 1481                                                                    |
| Konrad IV. Haub            | 1481–1484 | † 29. Februar 1484                                                                               |
| Paulus Rietmecker          | 1484–1500 | † 24. Februar 1500                                                                               |
| Johannes IV. Höllner       | 1500–1502 | † 20. Dezember 1502                                                                              |
| Thomas II.                 | 1502–1507 | † 30. Dezember 1507                                                                              |
| Nikolaus Sturm             | 1508–1534 | † 16. Juli 1534                                                                                  |
| Johannes V. Schwan         | 1534–1540 | * in Volkach, † 19. April 1540                                                                   |
| Andreas I. Emes            | 1540–1556 | * in Heidenfeld, † 7. Dezember 1556                                                              |
| Joachim I. Faber           | 1556–1581 | * in Gerolzhofen, † 28. Juni 1581                                                                |
| Engelhard                  | 1581      |                                                                                                  |
| Friedrich III.             | 1581–1587 | † 29. Juni 1587                                                                                  |
| Andreas II. Riell          | 1587–1605 | * in Herlheim, † 23. August 1605                                                                 |
| Kaspar Stein               | 1605–1618 | * in Würzburg, † 4. Dezember 1618                                                                |
| Johannes VI. Pröbstler     | 1619      | als Hexer 1619 verbrannt                                                                         |
| Johannes VII. Molitor      | 1619–1623 | zuvor Propst von Kloster Triefenstein, Resignation 1623, † in Triefenstein                       |
| Andreas III. Roth          | 1623–1632 | * in Marktsteinach, † 20. August 1632                                                            |
| Johannes VIII. Baumann     | 1632–1640 | * in Röttingen, † 2. September 1640                                                              |
| Michael Schmachtenberger   | 1640      | * in Volkach, vorher Pfarrer in Wipfeld, † 16 Tage nach der Wahl 1640                            |
| Laurentius Wirsing         | 1640–1644 | * in Wülfershausen, † 4. Mai 1644                                                                |
| Andreas IV. Deichmann      | 1644–1673 | * um 1604 in Hausen, † 1. Februar 1673                                                           |
| Georg Bauer                | 1673–1692 | * auf Burg Salzburg, vorher Coadiutor von Propst Andreas Deichmann, † 12. November 1692          |
| Albert Hoch                | 1692–1719 | * Neustadt an der Saale, Resignation 1719, † 20. März 1720                                       |
| Sigismund Derleth          | 1719–1752 | * 21. Mai 1675 in Haßfurt, vorher Professor in Theres, Heidenfeld, † 11. Juni 1752 in Heidenfeld |
| Franz Xaver Schreiber      | 1752–1787 | * 21. Januar 1713 in Grafenrheinfeld, Wahl 4. Juli 1752, † 9. August 1787                        |
| Moritz Schmid              | 1787–1803 | * 1733 in Bergtheim, Auflösung des Klosters durch die Säkularisation, † 1818 in Grafenrheinfeld  |